# ويليام إتش إتش موريس جونيور
ويليام إتش إتش موريس جونيور (بالإنجليزية: William Henry Harrison Morris, Jr.)‏ هو عسكري أمريكي، ولد في 22 مارس 1890 في أوشن غروف في الولايات المتحدة، وتوفي في 30 مارس 1971 في واشنطن العاصمة في الولايات المتحدة.